# Vienna Standard Mean Ocean Water
Vienna Standard Mean Ocean Water (acronim VSMOW) (română Apă Oceanică Medie Etalon de la Viena) este un standard care definește compoziția izotopică a apei. Acest standard a fost publicat de Agenția Internațională pentru Energie Atomică în 1968.
În iunie 2007 IAEA a publicat VSMOW2, o completare a standardului inițial VSMOW.
În ciuda denumirii „apă oceanică” care induce în eroare, VSMOW nu include săruri sau alte substanțe care se găsesc de obicei în apa de mare, ci definește o apă pură, cu o anumită compoziție izotopică. VSMOW servește drept standard la compararea proporțiilor izotopilor de hidrogen și oxigen în probele de apă. Apa VSMOW foarte pură, distilată, este utilizată pentru măsurători de mare precizie ale proprietăților fizice ale apei, precum și pentru definirea standardelor de laborator, fiind considerată că reprezintă apa din mări și oceane, practic toată apa de pe Pământ.
Anterior, în 1960, NBS a definit apa oceanică medie etalon (engleză Standard Mean Ocean Water – SMOW), ca un amestec de apă de mare și zăpadă topită, însă acest standard a devenit discutabil și utilizarea sa a fost oprită. VSMOW este o recalibrare a definiției originale din SMOW și a fost elaborată în 1967 de Harmon Craig și alți cercetători de la Scripps Institution of Oceanography, care au amestecat apă de mare distilată luată din diferite puncte ale globului.

## Compoziție
Compoziția izotopică a apei VSMOW este definită prin raporturile dintre fracțiile molare ale izotopilor în discuție și fracția molară a izotopului cu cea mai mare pondere și se exprimă în părți per milion (ppm). De exemplu, pentru oxigen se folosește izotopul 16O (izotop cu 8 protoni și 8 neutroni), care este de 2632 de ori mai abundent în apa de mare decât izotopul 17O (care are un neutron în plus). Proporțiile izotopice ale apei VSMOW sunt definite astfel:
- 2H/1H = 155,76 ±0,1 ppm (un raport de c. 1 la 6420 părți)
- 3H/1H = 1,85 ±0,36×10−11 ppm (un raport de c. 1 la 5.41×1016 părți, neglijabil la studiul proprietăților fizice)
- 18O/16O = 2005,20 ±0,43 ppm (un raport de c. 1 la 498,7 părți)
- 17O/16O = 379,9 ±1,6 ppm (un raport de c. 1 la 2632 părți)

## Utilizarea în standardizarea temperaturilor
Scările Kelvin și Celsius sunt definite de punctul triplu al apei (273,16 K, respectiv 0,01 °C). Datorită compoziției izotopice diferite, măsurătorile efectuate pe diferite eșantioane de apă pot da rezultate diferite cu privire la diferite proprietăți fizice (densitate, punct de fierbere, presiune de saturație). Apa provenită din ploi și zăpezi, apa din râuri, toate provenind din evaporarea apei din mări și oceane conține mai mulți izotopi ușori ai oxigenului și hidrogenului, izotopi care facilitează evaporarea. În instalațiile de termometrie este necesară utilizarea unei ape foarte pure, distilate, cu compoziția izotopică conform VSMOW. Folosirea altei ape poate determina erori, temperatura punctului triplu putând prezenta abateri de câteva sute de μK. De aceea, Comitetul Internațional de Măsuri și Greutăți a recomandat în 2005 ca la specificarea temperaturii punctului triplu al apei definiția scării Kelvin ar trebui să cuprindă specificația că apa să aibă o anumită compoziție izotopică (conform VSMOW).